# Karguppi, Hukeri
Karguppi là một làng thuộc tehsil Hukeri, huyện Belgaum, bang Karnataka, Ấn Độ.